# モンバサ (カウンティ)
モンバサは、ケニア南東部の旧海岸州南東部のカウンティ。
中心都市は唯一の都市であるモンバサ。
2013年までは同じ領域にモンバサ県が有った。
ケニアで最少面積(229.7 km²)のカウンティで、その内65 km²は水域である。
2009年の人口は93万9370人。

## 人口
- 1979年8月24日：34万1148人
- 1989年8月24日：46万1753人
- 1999年8月24日：66万5018人
- 2009年8月24日：93万9370人[1]

## 地理
- 北：キリフィ (カウンティ)
- 東：インド洋
- 南西：クワレ (カウンティ)

にそれぞれ接する。
また、次の4つの地区に分かれる。
- キサウニ（英語版）：109.7km²
- チャンガムウェ（英語版）：54.5km²
- モンバサ島（英語版）：14.1km²
- リコニ（英語版）：51.3km²

標高は海岸部の0mから、本土北部のングー・タトゥ丘陵の100mに及ぶ。

## 基礎情報

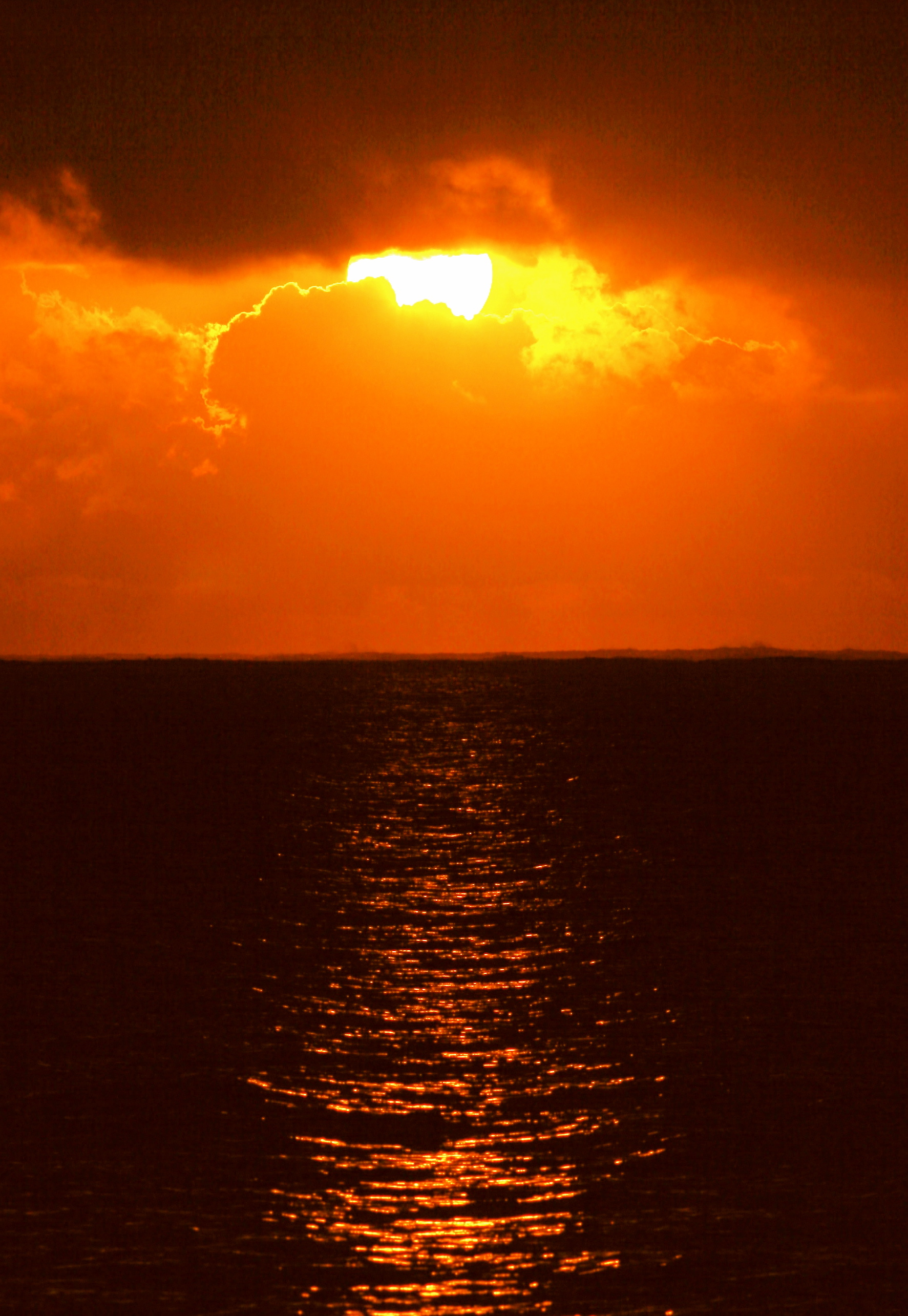
モンバサの日の出

| 項目             | %    |
| ---------------- | ---- |
| 都市化率         | 100  |
| 識字率           | 85.8 |
| 15～18歳の就学率 | 53.6 |
| 道路舗装率       | 28.6 |
| 良好道路率       | 32   |
| 電力到達率       | 59   |
| 貧困率           | 37.6 |

 Source: USAid Kenya